# Бохунджарский инцидент
Бохунджарский инцидент — перестрелка, произошедшая 20 сентября 2007 года, вблизи абхазско-грузинской границы между бойцами специальных формирований Министерства внутренних дел Грузии и военнослужащими самопровозглашенной Республики Абхазия.
Миссия ООН по наблюдению в Грузии (МООННГ) провела независимое расследование этого инцидента. 11 октября 2007 года был опубликован промежуточный доклад, не подтверждающий и не опровергающий ни одну из версий событий, миссия ООН предостерегла стороны от поспешных выводов. 27 октября 2007 года Грузия освободила пленных абхазских военнослужащий и передала их наблюдателям ООН в качестве «знака доброй воли».

## Перестрелка
О столкновении между грузинскими силами МВД и абхазскими пограничниками грузинская сторона впервые сообщила 20 сентября 2007 года. Абхазские власти подтвердили этот факт и наличие жертв. Однако в этих сообщениях были расхождения в том, где именно произошло столкновение и какая сторона атаковала первой. В результате перестрелки абхазская сторона потеряла двух погибших, по меньшей мере двух раненых и семерых, захваченных грузинскими силами. Обе стороны согласились с тем, что оба офицера, убитых в ходе боевых действий, были россиянами, которые ранее служили в миротворческих силах СНГ, а затем обучали абхазских военных вблизи города Ткварчели. Однако, российская сторона отрицала причастность российских офицеров к данному инциденту.
После инцидента абхазская администрация привела свои силы в боевую готовность и приступила к концентрации войск вблизи Кодорского ущелья. 21 сентября 2007 года газета «Газета» на основании показаний очевидцев сообщила, что перестрелка произошла между российским миротворческим подразделением и абхазскими пограничниками, в результате чего обе стороны понесли потери. Однако, ни абхазские, ни российские официальные лица никогда не комментировали данное сообщение.

## Реакция сторон

### Грузинская сторона
Грузинская сторона утверждала, что группа абхазских диверсантов проникла в верхнюю часть Кодорского ущелья, которая являлась единственным участком территории Абхазии, контролируемой грузинским правительством, с целью сорвать строительство дороги, соединяющей Кодор с Самегрело-Земо-Сванетским районом Грузии.
26 сентября 2007 года президент Грузии Михаил Саакашвили в своем обращении к Генеральной Ассамблее ООН, заявил, что один из погибших в столкновении «подполковник российской армии», и что «он был убит в ходе операции правоохранительных органов против повстанцев-сепаратистов. Возникает вопрос, что делал в грузинских лесах подполковник российской армии, организовывая и возглавляя группу вооруженных повстанцев с целью подрывной деятельности и насилия?» Он еще раз призвал ООН способствовать международному участию в конфликте и обвинил Россию в «безрассудном и опасном поведении» в грузинских конфликтах.

### Абхазская сторона
Абхазские власти утверждали, что полевой лагерь абхазских пограничников, расположенный в районе Ткварчели, подвергся нападению группы грузинских диверсантов.
Абхазия обвинила Грузию в попытке спровоцировать полномасштабный военный конфликт с целью дестабилизации обстановки в регионе перед зимними Олимпийскими играми 2014 года, которые должны состояться в соседнем Сочи. Абхазская сторона ранее предупреждала, что они оставляют за собой право в любое время принимать меры для установления контроля над верхней частью Кодорского ущелья.

### Российская сторона
Командующий миротворческими силами СНГ в Абхазии Сергей Чабан заявил, что, согласно совместному расследованию с МООННГ, инцидент произошел на территории Абхазии, в 700 метрах от границы, тем самым поддержав претензии абхазской стороны.
Однако, представитель МООННГ позднее заявил, что расследование все еще продолжается. Отвечая на обвинения Саакашвили, постоянный представитель России при Организации Объединенных Наций Виталий Чуркин заявил, что убитые были инструкторами в «антитеррористическом учебном центре» и погибли от выстрелов в голову и ножевых ранений.

## Меры принятые Организацией Объединенных Наций
Генеральный секретарь ООН выразил озабоченность в связи с инцидентом и призвал стороны конфликта проявлять максимальную сдержанность и предотвратить дальнейшую эскалацию ситуации. В своем пресс-релизе от 24 сентября 2007 года МООННГ объявила, что ее группа расследования самостоятельно занимается установлением фактов, связанных с этим инцидентом, включая посещение мест, указанных сторонами, а также встречи со свидетелями.
С 21 сентября по 8 октября группа посетила район Бохунджара, опросила ряд свидетелей и приняла участие во вскрытии тел двух человек, погибших в перестрелке. Были взяты образцы крови погибших и с места перестрелки. Правительство Германии согласилось содействовать анализу образцов ДНК. Проанализировав полученные данные, группа пришла к выводу, что инцидент произошел в месте, указанном абхазской стороной, на абхазской стороне административной границы, примерно в 300 метрах от этой границы. Кроме того, судебно-медицинские эксперты пришли к выводу, что бывшие российские офицеры были убиты автоматическим оружием, выстрелами в упор.